# تپه ره
 تپه ره  نام نقطه‌ای جغرافیایی در پایهٔ رشتهٔ کوه ناخ در شمال دهستان کوخرد در بخش کوخرد شهرستان بستک در غرب استان هرمزگان در جنوب ایران است.

## جغرافیای منطقه
رشتهٔ کوه ناخ از سمت شمال کوخرد قرار دارد، و  تَپه رَه  در پایهٔ این رشته کوه و در جنوب (پَر دُراخی) واقع شده‌است، فاصله دهستان کوخرد تا «تَپهَ رَه» که اولین راه ورودی به سلسلهٔ کوه ناخ است ۲ کیلومتر بیشتر نیست، از طرف شمال «تَپه رَه» یک راه شنی وجود دارد که می‌توان باماشین بداخل تنب (تپه) رفت، پُشت پر دراخی که سَرگرد تنگه شُمو است ۲ خانوار سکنه دارند، یکی بنام «محمد محمود مَد کلانتر» و دیگری بنام «محمد عبدالکریم»، این ۲ خانوار ۸ نفر جمعیت دارد.
در سَرگرد تنگه شمو یک زمین جوکاری بوده که بنام 
«دُوکنِه شمو» معروف بوده که تا حالا قسمتی از آن متروک ومخروبه دیده می‌شود، از سمت شمال زمین جوکار یک درخت نخل بزرگی بوده که بنام «لِشتِ خُوَشکار» معروف بوده، این درخت خرما به (حاجی جعفر گَپ) بن محمد بن احمد آل جعفر تعلق داشته‌است، بعد از لِشتِ خُوَشکار یک چشمه کوچکی و گریوه تنگی وجود دارد که بنام گری چَپان معروف است، ازسمت قبله‌گری چَپان یک کوه بلندی است که بنام پَرِ توصیله معروف است، قلعهٔ تاریخی که به قلعه توصیله معروف است برقله این کوه قرار داشته‌است که اکنون قسمتی از قلعه برجای مانده وآثارش باقی است، در ۲۰ متری‌گری چَپان از طرف شمال یک چشمه تلخ کوچکی است که در حدود ۵ اصله نخل را آبیاری می‌کند، از طرف شمال چشمه ونخل‌ها یک کوهی مُجَزا وجود دارد بطول هزار متر، قسمت شرقی این کوه بنام «پَرِ زُخِر» معروف است، اما قسمت غربی آن «پَرِ (گری) زامِردان» می‌نامند، یک تنگه عمیقی وسط این کوه‌است که کوه را به دوقسمت کرده‌است، در وسط این تنگه یک سنگ بزرگی وجود دارد که سرتاسر دهانه تنگه را گرفته‌است وعبور از تنگه دشوار کرده‌است وجایی سخت‌گذر است، به این سنگ به لهجه محلی « سنگ بند بن » می‌گویند، در زمان قدیم کُوخِردیها از بالای این سنگ طناب زنجیری بسته بودند وبه‌وسیله این طناب از سنگ وتنگه عبور می‌کردند به همین جهت سنگ بُند بنِ نامیده شده‌است.

## نقاط پیرامون تپه ره
از سمت شمال: «پَر دُراخی»، تنگیرد، سد شمو، و (سنگ پاتیل)، و (سنگ لنگ پومه) از طرف جنوب غربی دهنو کوخرد و گود میان ده، و از طرف جنوب دهستان کوخرد، و خمخه چهار تا و درواه دومیدخی از سمت مشرق تپه ره قرار دارند، این منطقهٔ جغرافیایی در حدود ۴ تا ۵ کیلومتر زیر پوشش دارد.

## فهرست منابع و مآخذ
- محمدیان، کوخردی، محمد،  (شهرستان بستک و بخش کوخرد) ، ج۱. چاپ اول، دبی: سال انتشار ۲۰۰۵ میلادی.
- الکوخردی، محمد، بن یوسف، (کُوخِرد حَاضِرَة اِسلامِیةَ عَلی ضِفافِ نَهر مِهران Kookherd، an Islamic District on the bank of Mehran River) الطبعة الثالثة، دبی: سنة 199۷ للمیلاد.
- محمدیان، کوخردی، محمد. « به یاد کوخرد » ج۲. چاپ اول، دبی: سال انتشار ۲۰۰۳ میلادی.